# Deltora
Deltora (eng. Deltora Quest) er navnet på en fantasy-serie skrevet af forfatteren Jennifer Rowe under kunstnernavnet Emily Rodda. Marc McBride har illustreret serien, der er inddelt i 3 serier eller episoder: Den første på 8 bøger, den næste på 3 bøger og den sidste på 4 bøger.
Serien blev i Japan i 2006 ført til en manga-serie, anime-serie og et Nintendo DS-spil, der bygger på Deltoras Bælte. Deltora-bøgerne er på listen over "Best Fantasy Books". Den 25. oktober 2010 blev den første del af serien, Deltoras Bælte, samlet i to store samlingsudgaver, hver med 4 bøger. Handlingen udspiller sig om at få drevet Skyggeherren ud af landet, hvor Skyggeherren samtidigt vil overtage det. 
I 2011 annoncerede forfatteren i et interview under Australian Council of the Arts Get Reading! Program, at et større Hollywod-studie havde opkøbt rettighederne til at filmatisere Deltoras Bælte. Mange studier har forsøgt at filmatisere bøgerne i serien, men Emily Rodda havde takket nej til alle tilbud, fordi hun nægtede at lade nogen ændre for meget ved historien. 
Emily Rodda har skrevet mange bøger, der udvider Deltoras univers, blandt andet Secrets of Deltora, som skal forestille en rejseguide og den opdagelsesrejsende Drageelskeren Dorans dagbog, The Deltora Book of Monsters som forestiller en bog, om de forskellige skabninger og uhyrer i Deltora, skrevet af slotsbibliotekaren Josef, og Tales of Deltora, en samling histoer præsenteret af bibliotekaren Josef, som tilsammen fortæller den sande historie om rigets oprindelse. Rodda har også skrevet fantasy-trilogien The Three Doors, hvis handling udspiller sig på øen Dorne, som ligger øst for Deltora. Rowan-serien, foregår også i samme verden som Deltora og The Three Doors, men har ingen direkte forbindelse mellem de andre nævnte værker, på nær en reference til Maris-folket i The Third Door, det tredje bind i The Three Doors-trilogien.  
I maj 2015, blev en ny serie offentliggjort, hvis handling foregår i samme univers som Deltora-bøgerne. Den engelske titel på serien er Star of Deltora. Første bind i serien, som udkom den 1. oktober 2015 har titlen Shadows of the Master mens andet bind, som udkom den 1. november 2015 har titlen Two Moons. Serien har direkte referencer til både Deltora-serien, The Three Doors-trilogien. Serien har derudover en direkte forbindelse til Rowan-serien, med en gæsteoptræden fra Maris-manden Perlan af Pandellis-klanen i Two Moons. 

## Handling
Deltora-serien er inddelt i tre dele, eller tre mindre serier. Første serie, Deltoras Bælte, er delt over otte bind, anden serie Deltora II lyder på tre bind og tredje serie Deltora III på fire bind.

### Deltoras Bælte
Den onde Skyggeherre har slavebundet hele Deltoras befolkning, og har ydermere fanget flere af dem i sit hjemland, Skyggelandet. En af hans spioner har taget de 7 ædelsten fra det magiske Deltoras bælte, der hver har mægtige kræfter. Bæltet er oprindeligt smedet af Deltoras første konge, Adin. Ædelstenene stammer fra 7 stammer. Skyggeherren har udbredt ædelstenene ved de værst tænkelige steder: Stilhedens Skove, Tåresøen, Rotternes By, det lumske sand, Frygtens Bjerg, Uhyrets Labyrint og De Fortabtes Dal er målene. Ædelstenene er topasen, rubinen, epidoten, en lapis lazuli, ametysten, diamanten og en opal. Smedesønnen Leif,  den tidligere slotsvagt Barda og den forældreløse pige Jasmin, som har levet hele hendes liv i Stilhedens Skove og kan tale med dyr og træer, rejser gennem stederne for at genvinde stenene. Skyggeherren opdager dog dette og sætter sine styrker ind i kampen. Seriens engelske titel er Deltora Quest.

### Deltora II
Bæltet blev samlet og Skyggeherren fordrevet fra Deltora og Del (hovedstaden), men han har stadigvæk fangetaget folk til Skyggelandet. Igen må de 3 venner redde Deltoras befolkning. Den sagnsomspundne Pirras Fløjte er det eneste, der kan overvinde Skyggeherren i Skyggelandet. Den er delt i 3 stykker og gemmes ved frygtens grotte og bedragets ø, der er tilholdssted for nogle drabelige monstre. I Skyggelandet lever næsten uovervindelige væsener. Det er ikke sikkert, at fløjten overhovedet virker. Seriens engelske titel er Deltora Quest 2, men er uden for Australien kendt som Deltora Shadowlands.

### Deltora III
Deltoras befolkning er frie, men befolkningen dør af sygdomme. Leif, Barda og Jasmin finder ud af, at Skyggeherren har brugt De Fire Søstre  som forgifter landet med deres sang. De Fire Søstres navn kommer fra et gammelt eventyr. Kun de gamle urtidsdrager fra Deltora kan klare dem, men de ligger i en evig søvn som de 3 venner må få dem ud af. Seriens engelske titel er Deltora Quest 3, men er uden for Australien kendt som Dragons of Deltora.
| Bog | Spire Denne artikel om bøger og tidsskrifter er en spire som bør udbygges. Du er velkommen til at hjælpe Wikipedia ved at udvide den. |